# Diomede di Tarso
Diomede di Tarso (Tarso, ... – Nicea, tra il 302 e il 305) è stato un medico greco antico.
Subì il martirio in quanto cristiano, ed è venerato come santo dalla Chiesa cattolica e dalle Chiese orientali.

## Biografia
Nato a Tarso, era un medico che esercitò lungo tempo a Costantinopoli. Era un cristiano zelante e fu arrestato e decapitato sotto Diocleziano a Nicea.

Una fonte afferma: 

## Culto
Per alcuni sinassari bizantini e per gli antichi martirologi la sua festa era il 9 giugno.
Nel Martirologio Romano è ricordato invece il 16 agosto: 
È raffigurato in un raro affresco nel monastero ortodosso serbo di Hilandar.
Le isole Diomede derivano il loro nome da questo santo: infatti, Vitus Bering avvistò queste isole il 16 agosto 1728, il giorno in cui la Chiesa ortodossa russa celebra la memoria di san Diomede.